# Tiermedizin

Hinweis auf eine niedergelassene Tierärztin mit Äskulapstab

Die Tiermedizin, Tierheilkunde oder Veterinärmedizin (vom französischen Wort vétérinaire) beschäftigt sich mit den Krankheiten und Verletzungen von Tieren, mit dem Tierschutz und begleitender Forschung, aber auch mit Lebensmitteln tierischer Herkunft und verwandten Themen.

## Geschichte

### Anfänge

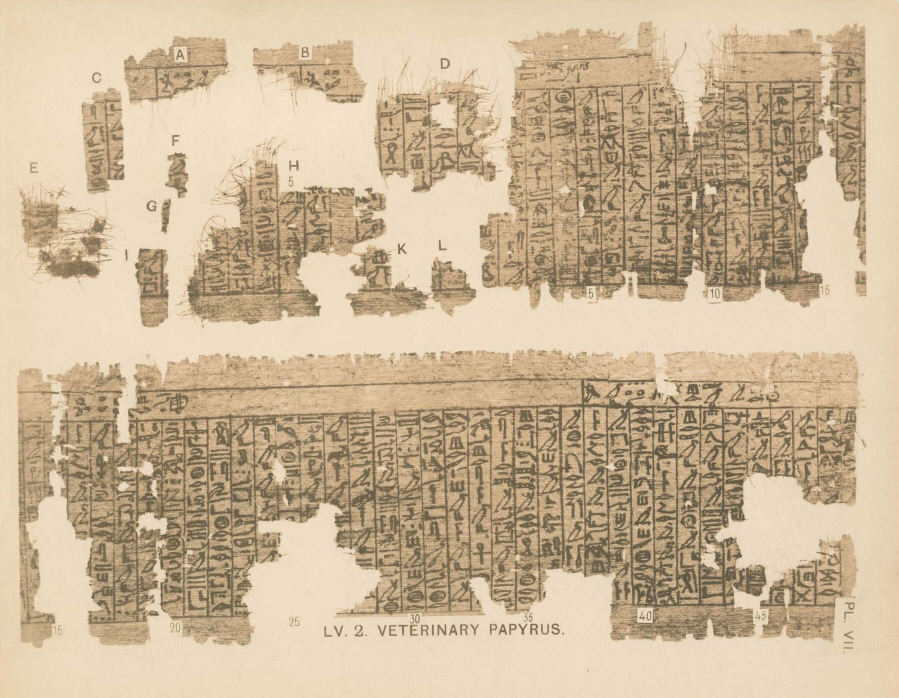
Der veterinärmedizinische Papyrus Kahun LV. 2

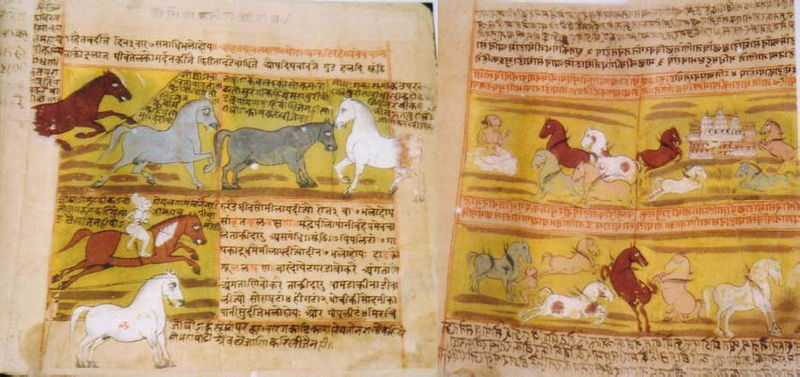
Shalihotra Dokumente, etwa 1500 n. Chr.

Der erste überlieferte Tierheilkundige war Urlugaledinna, der 2200 v. Chr. im sumerischen Lagaš in Mesopotamien lebte. Der ägyptische Papyrus von Kahun von 1900 v. Chr. ist eines der ersten Dokumente, das Tierheilkunde belegt.
Der buddhistische König Aśoka hatte gemäß Iwan Bloch bereits im 3. Jahrhundert v. Chr. Krankenhäuser für Menschen und Tiere eingerichtet.
In den Edikten des Ashoka (3. Jahrhundert v. Chr.) steht:

„König Ashoka machte überall zwei Arten der Medizin (चिकित्सा) verfügbar, für Menschen und für Tiere. Wo keine Heilpflanzen verfügbar waren, ordnete er Kauf und Kultivierung an.“

Die  Darstellung des Asklepios auf einer provinzialrömischen Münze aus Parium in Mysien z.Zt des römischen Kaisers Alexander Severus, auf der er den Huf eines Stiers untersucht, deutet darauf hin, dass Asklepios nicht nur als human-, sondern auch als veterinärmedizinisch tätiger Heilgott angesehen wurde. Daneben galt auch Herkules als Schutzgott der Tierherden und ihrer Gesundheit.

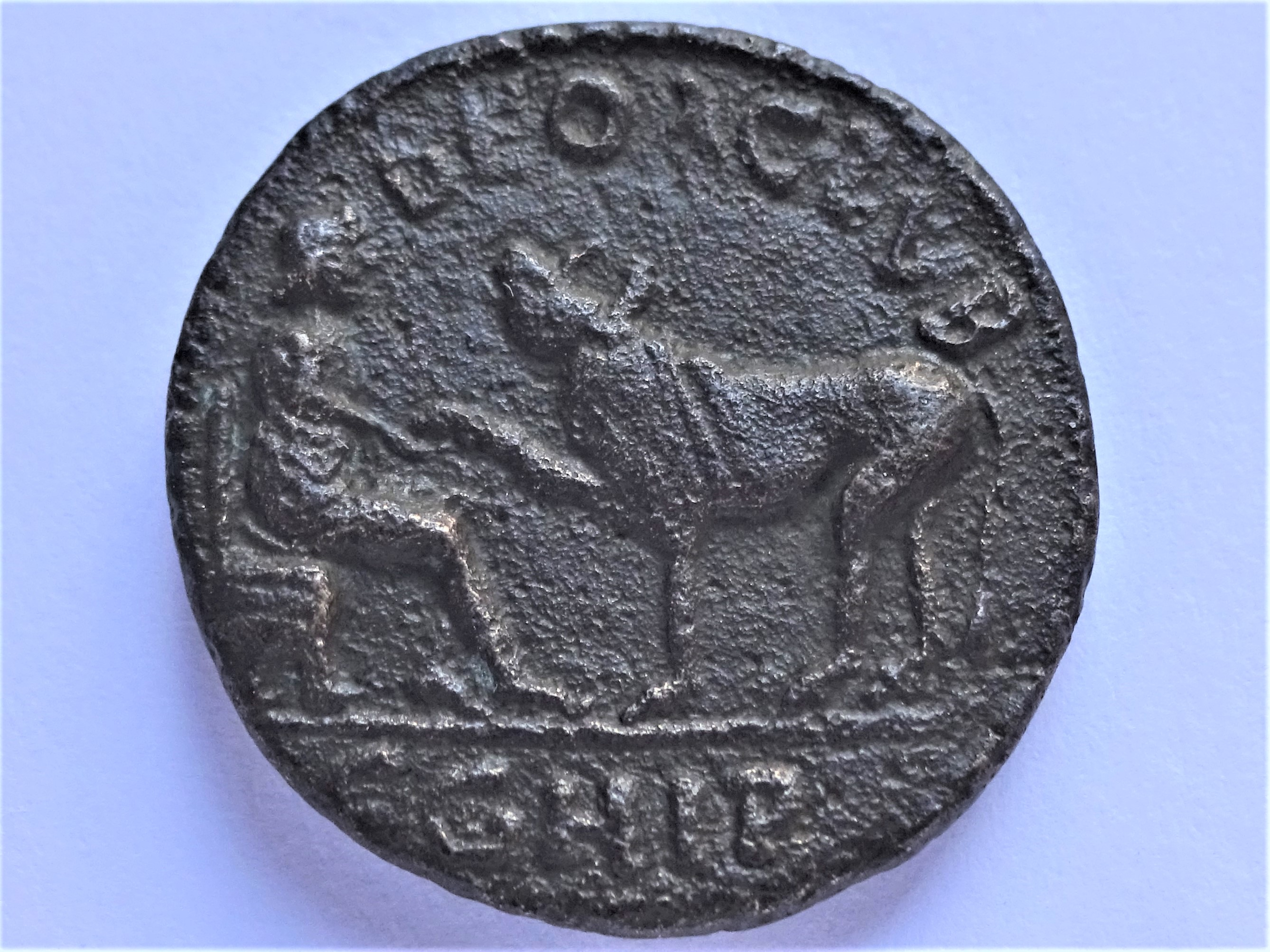
Asklepios einen Stier untersuchend, Münze aus Parium z. Zt. Alexander Severus’

Das umfangreichste tierärztliche Werk des Altertums stellten die kurz Mulomedicina („Mulomedizin“) oder Ars veterinaria genannten vier Bücher Artis veterinariae sive mulo-medicinae libri quatuor des Publius Vegetius Renatus aus dem 4. Jahrhundert dar.
Im 5. oder 6. Jahrhundert erschien die Zusammenstellung antiker Schriften zur Pferdeheilkunde, die Hippiatrica. Im Mittelalter war das um 1250 verfasste sechsteiligen Handbuch der Pferdeheilkunde Hippiatria des Jordanus Ruffus, dem Oberhofmarschall Friedrichs II., verbreitet und wurde seit dem 13. Jahrhundert auch in verschiedene Sprachen übersetzt.

### Deutscher Sprachraum
Vom Mittelalter bis in die frühe Neuzeit sind auch im deutschsprachigen Raum tierheilkundliche Texte bezeugt. Eine der am weiträumigsten verbreiteten und vom 13. bis zum 18. Jahrhundert in viele Sprachen übersetzten, pferdeheilkundlichen Schriften war das sogenannte Rossarzneibuch des Meister Albrant, der unter anderem in Neapel als Marstaller Kaiser Friedrichs II. wirkte. Man unterschied zum Teil Rossärzte und Viehärzte. Die älteste veterinärmedizinische Hochschule im deutschen Sprachraum ist die 1765 als Lehrschule zur Heilung der Viehkrankheiten gegründete Veterinärmedizinische Universität Wien. Auf dem Gebiet der heutigen Bundesrepublik Deutschland geht die akademische Ausbildung in der Veterinärmedizin ins Jahr 1771 zurück und hat ihre Wurzeln an der Universität Göttingen. Zu dieser Zeit erhielt Johann Christian Polycarp Erxleben die Genehmigung, das „Vieharzney-Institut“ an der Universität zu gründen. Das heutige Tierärztliche Institut der Georg-August-Universität Göttingen ist somit die älteste und erste universitäre Bildungsstätte für Veterinärmedizin in Deutschland, an der allerdings heute kein Studium der Tiermedizin mehr möglich ist.
Die älteste, noch bestehende, eigenständige tiermedizinische Hochschule in Deutschland ist die 1778 unter der Regentschaft von Georg III. als Roßarzney-Schule gegründete Tierärztliche Hochschule Hannover (seit 2003 Stiftung Tierärztliche Hochschule Hannover). Der Anatom Henryk Kadyi (1851–1912) setzte um 1900 im Österreichischen Lemberg ein Reifezeugnis und ein vierjähriges Studium der Tiermedizin als Voraussetzungen für die Zulassung von Tierärzten durch.

### Ältere verbreitete tierheilkundliche Werke (Auswahl)
- Georg Friedrich Sick: Unterricht fuer den Landwirth so wie fuer jeden Pferde- und Viehbesitzer zur Abwendung und Heilung der in Kriegszeiten eben so gewöhnlich als häufig vorkommenden Vieh-Krankheiten und ansteckenden Vieh-Seuchen. Berlin 1807; Neudruck, mit einer Nachbemerkung von Dieter Lösch, Leipzig 1990.
- Georg Friedrich Sick: Über die Natur der Rinderpest und die Gefahren, mit welchen ganz Deutschland von dieser verheerenden Pestseuche im Laufe des gegenwärtigen Krieges bedrohet wird […]. Berlin 1813.
- Johann Nicolaus Rohlwes: Allgemeines Vieh-Arzneibuch oder Unterricht, wie der Landmann Pferde, Rindvieh, Schafe, Schweine, Ziegen und Hunde aufziehen, warten und füttern, und deren Krankheiten erkennen und heilen soll. 17. Auflage (anastatischer Nachdruck) Reutlingen 1879.
- Johann Christian Polycarp Erxleben: Praktischer Unterricht in der Vieharzneykunst. Göttingen/Gotha 1771.
- Publius Vegetius Renatus: Artis veterinariae sive mulo-medicinae libri quatuor. [Original: 4. Jahrhundert] Mit einem Vorwort von Graf Hermann von Neuenahr. Johan Faber, Basel 1528.

## Tiermedizinische Fachkräfte
Der Tierarzt ist ein Beruf, der einen Hochschulabschluss und eine staatliche Zulassung erfordert. Darüber hinaus gibt es die tiermedizinischen Ausbildungsberufe Tiermedizinischer Fachangestellter (TFA, früher Tierarzthelfer) und Veterinärmedizinisch-technischer Assistent (VMTA, heute auch als Medizinischer Technologe für Veterinärmedizin bezeichnet). In der DDR gab es noch einen Fachschulabsolventen, den Veterinäringenieur, der vor allem für Routinetätigkeiten in der industriemäßigen Tierproduktion in den von einem Tierarzt geleiteten Veterinärmedizinischen Brigaden und Abteilungen zum Einsatz kam.

### Studium in Deutschland
Die Ausbildung zum Tierarzt ist durch die Verordnung zur Approbation von Tierärztinnen und Tierärzten (TAppV) staatlich geregelt.
Das Studium der Tiermedizin ist in Deutschland an der Tierärztlichen Hochschule Hannover, in Berlin (Freie Universität Berlin), Gießen (Justus-Liebig-Universität), Leipzig (Universität Leipzig) und München (Ludwig-Maximilians-Universität) möglich. In der Republik Österreich ist das Studium nur in Wien, in der Schweiz an den Universitäten Bern und Zürich möglich. Es gliedert sich in die Abschnitte Vorphysikum, Physikum und klinischer Abschnitt. Es endet mit dem Abschlussexamen und der Approbation als Tierarzt.
Je nach Universität erfolgt die Ausbildung in zwei Varianten. Bei der klassischen Methode wird nach Fächern gelehrt (Chirurgie, Innere Medizin, Theriogenologie etc.), bei der nordamerikanischen Methode wird nach Tierarten unterschieden und innerhalb dieser dann alle Fächer zusammen gelehrt (Klinik für Wiederkäuer, Pferde, kleine Haustiere usw.).
Anschließend folgen gegebenenfalls eine Dissertation mit dem Erwerb des akademischen Grades Doctor medicinae veterinariae (Dr. med. vet.), eine zusätzliche tierärztliche Prüfung im Rahmen einer Qualifikation als Fachtierarzt für öffentliches Veterinärwesen (sog. Kreisexamen) oder eine Weiterbildung als Fachtierarzt. Europaweit ist in jüngerer Zeit nach amerikanischem Vorbild ein standardisierter Weiterbildungsgang zum Diplomate of the European College für viele Fachrichtungen entstanden (z. B. Diplomate of the European College of Veterinary Surgery, Dipl. ECVS). Dieser wird durch das European Board of Veterinary Specialisation koordiniert.
Ähnlich wie in der Humanmedizin gibt es unter Tierärzten diverse Spezialisierungen im Rahmen der postgradualen Weiterbildung zum Fachtierarzt. Dabei gibt es sowohl disziplinabhängige Fachtierärzte (z. B. Chirurgie, Pathologie, Innere Medizin), tierartenbezogene Spezialisierungen (z. B. Kleintiere, Pferde, Rinder, Schweine, Geflügel) und neben den eigentlichen Fachtierärzten Gebietsbezeichnungen (z. B. Augenheilkunde, Akupunktur) (→ Liste medizinischer Fachgebiete).

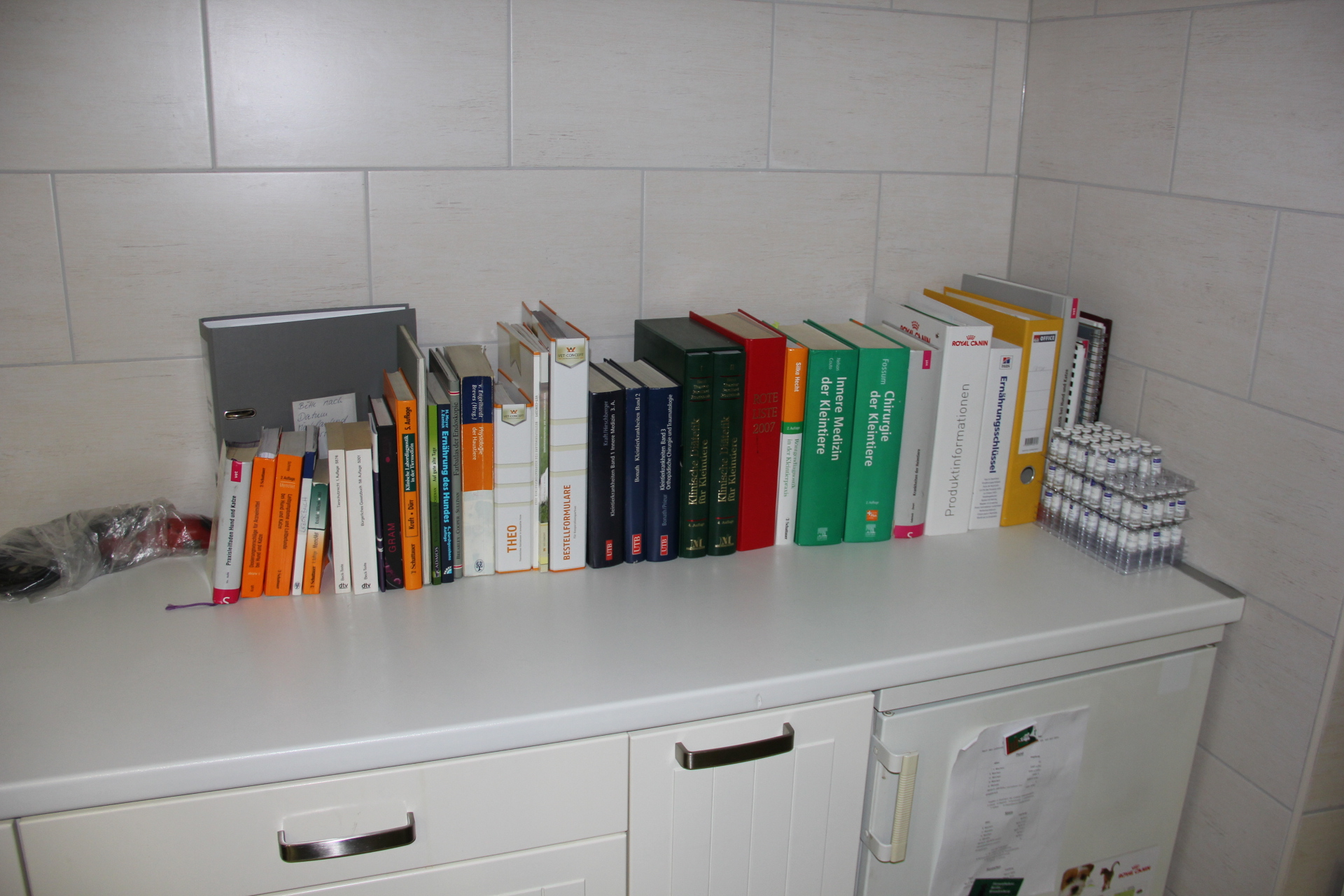
Fachliteratur in einer tierärztlichen Praxis

In der Landwirtschaft spielt die Veterinärmedizin eine große Rolle. Hier geht es unter anderem um den Tierseuchenschutz, so dass auch die Tötung von Tierherden bei Infektionen (MKS, BSE u. Ä.) und der Schutz des Menschen vor Tierkrankheiten (Zoonosen wie Tollwut u. Ä.) in den Bereich der Veterinärmediziner fallen.
Während bei „Luxustieren“ wie Pferden sowie kleinen Haus- und Heimtieren wie Hunden, Katzen oder Meerschweinchen eine der Humanmedizin vergleichbare Versorgung möglich ist, unterliegt die medizinische Betreuung landwirtschaftlicher Nutztiere hauptsächlich den Aspekten der Wirtschaftlichkeit.
Ein weiterer Schwerpunkt der Veterinärmedizin ist die Sicherung der Lebensmittelhygiene. Zu diesem Zweck wird beispielsweise die Schlachttier- und Fleischuntersuchung durch Tierärzte bzw. unter ihrer Aufsicht durchgeführt. Dazu gehört die Kontrolle von Tiertransporten und der Hygiene in Lebensmittelbetrieben wie z. B. in Schlachthöfen. Die Lebensmittelkunde ist ein wesentlicher Bestandteil der tierärztlichen Ausbildung.
Die einstige Männerdomäne ist mehr und mehr zu einem Beruf für Frauen geworden. An manchen Hochschulen stieg die Prozentzahl der Studentinnen der Veterinärmedizin auf über 90 %; im bundesdeutschen Durchschnitt betrugen die Zahlen bei den Studienanfängern: 1974 24 %, 1980 50 %, 1990 74 %, 2001 87 %.
In den letzten Jahren gab es in der veterinärmedizinischen Ausbildung einen „shift from teaching to learning“, bei dem Curricula zunehmend mit dem Ziel adaptiert wurden, die Studierenden mit relevanten Kompetenzen auszustatten (kompetenz-orientierte Lehre). Außerdem gibt es Bemühungen, Inhalte und Kompetenzen nicht mehr vordergründig nach Disziplinen, sondern umfassend nach thematischen Blöcken (z. B. Herz-Kreislauf-System, Bewegungsapparat) zu gliedern.
Weiters wird von einer zunehmenden Anzahl von veterinärmedizinischen Hochschulen die Wichtigkeit von institutionalisiertem, systematisch gegebenem, qualitativ hochwertigem Lehrenden-Feedback an Studierende erkannt, um den Erwerb von klinischen Kompetenzen effizienter und effektiver zu gestalten.

### Studium in der Schweiz
Seit dem Jahrgang mit Studienbeginn 2007 gilt an allen Universitäten das Bologna System, bei welchem nach dem dritten Jahr der Bachelor of Veterinary Medicine (B Vet Med) verliehen wird.
In den sich anschließenden zwei Jahren des Masterstudiums muss eine Masterarbeit geschrieben werden, und nach bestandenen Abschlussprüfungen erhält man den Titel Master of Veterinary Medicine (M Vet Med). Die Eidgenössische Schlussprüfung (Eidgenössisches Diplom des jeweiligen Faches) legen dann alle Studiengänge nach dem Masterstudium ab, der Master ist die Zulassungsvoraussetzung.
Nach dem Masterstudium kann in einem weiteren Jahr der Doktortitel (Dr. med. vet.) durch Vorlegen einer Doktorarbeit erworben werden.
Das Studium wird in Bern und Zürich angeboten (gemeinsame Fakultät Vetsuisse) und unterliegt einem Numerus clausus.

## Berufsorganisationen
Außer den gesetzlich festgelegten Organen der beruflichen Selbstverwaltung (Körperschaften öffentlichen Rechtes), den 17 Landestierärztekammern (es gibt in NRW zwei Kammern) kümmern sich noch die freien Berufsverbände um die Interessen des Berufsstandes. Während in den Landestierärztekammern alle Tierärzte Zwangsmitglieder sind, ist die Mitgliedschaft in den Berufsverbänden freiwillig. Entsprechend können die Verbände freier agieren und argumentieren.
Die älteste Organisation ist die Deutsche Veterinärmedizinische Gesellschaft (DVG), gegründet 1949 und 1951 ins Vereinsregister eingetragen. Ziele der DVG sind die Förderung von Forschung, Lehre und Wissenschaft in der Veterinärmedizin, die Nachwuchsförderung, Fortbildungen und wissenschaftliche Kongresse und die Verwaltung mehrerer Stiftungen zur Förderung der Wissenschaft. Sie ist eine Dachorganisation von 36 Fachgruppen, die die Rolle der veterinärmedizinischen Fachgesellschaften in Deutschland einnehmen (z. B. Deutsche Gesellschaft für Kleintiermedizin DGK-DVG, Fachgruppe Pferdekrankheiten, Fachgruppe Tierschutzrecht, FG Zootiere, Wildtiere und exotische Heimtiere ZWE, FG Physiologie und Biochemie etc.) und sechs Ausschüssen (z. B. Desinfektionsmittelausschuss der DVG oder Arbeitskreis Veterinärmedizinische Infektionsdiagnostik AVID). Die DVG prüft und listet seit 1970 Desinfektionsmittel für die Tierhaltung und den Lebensmittelbereich. Diese Liste ist für alle behördlichen Desinfektionsmaßnahmen verbindlich.
1953 wurde der BpT e. V., damals Bundesverband der praktischen Tierärzte, heute Bundesverband der praktizierenden Tierärzte, gegründet. Der BpT hat einen Bundesverband und 16 Landesverbände und ist der Lobbyverband der praktizierenden Tierärzte. Er kümmert sich neben seinen umfangreichen berufspolitischen Aufgaben um die Fortbildung durch ein großes Veranstaltungsangebot. Er ist Tarifpartner bei den Verhandlungen der Tarifverträge für Tiermedizinische Fachangestellte.
1954 schlossen sich die Landestierärztekammern zur Deutschen Tierärzteschaft e. V. zusammen. Diese nannte sich Ende der 1990er Jahre in Bundestierärztekammer e. V. (BTK) um. Die BTK ist keine Körperschaft öffentlichen Rechtes, sondern ein Verein. Durch die Zwangsmitgliedschaft in den Landestierärztekammern ist jeder Berufsangehörige Mitglied der BTK. Diese versteht sich somit als bundesweiter Gesamtverband aller Tierärzte und kümmert sich um die berufspolitischen Belange. Für Behörden und Politik ist sie der erste Ansprechpartner im Berufsstand. Während früher die Rolle als Gesamtorganisation eindeutig war, da auch die übrigen veterinärmedizinischen Verbände gleichberechtigtes Mitglied der BTK werden konnten, hat sich dies relativiert, seit rechtliche Bedenken (BTK als Verband aus Körperschaften öffentlichen Rechtes) zu einer Abschaffung der gleichberechtigten Mitgliedschaft führte. Die BTK führt im Auftrag der Landestierärztekammern, die gemäß gesetzlichem Auftrag (Heilberufegesetze der Länder) für die Fortbildung Sorge tragen müssen, über die Tochterorganisation ATF – Akademie für tierärztliche Fortbildung, seit 1974 Fort- und Weiterbildungsveranstaltungen durch. Die BTK gibt das Deutsche Tierärzteblatt heraus.
Der Bundesverband der beamteten Tierärzte e. V. (BbT) vertritt die berufspolitischen Belange der Tierärzte, die als Beamte oder im öffentlich bestellten Auftrag arbeiten.
Neben diesen vier großen Verbänden gibt es in der Veterinärmedizin eine umfangreiche Zahl an kleineren Vereinen.